# عسكرخان (جليكخان)
عسكرخان (بالكردية: Eskeran‏) (بالتركية: Askerhan)‏ هي قرية كرديّة رشوانيّة تتبع إداريّاً لمديرية جليكخان في محافظة أديامان التركية، بلغ عدد سكانها 273 نسمة في عام 2021.